# La comedia de la vida
La comedia de la vida (en sueco: Du levande, en inglés: You, The Living) es una película sueca dirigida por Roy Andersson.

## Periplo deDu levande
La comedia de la vida (Du levande en sueco) fue la candidata sueca para luchar por el Oscar a la mejor película extranjera y, además de participar en el Festival de Cannes, recibió el Premio especial del jurado en el festival de Sevilla y una nominación al mejor director en los Premios del Cine Europeo. Roy Andersson es conocido por haber construido un lenguaje cinematográfico que se aleja de la norma. No en vano, Andersson ha acuñado el término "trivialismo" para referirse a su gusto por ir de las situaciones más cotidianas a los problemas existenciales de todo ser humano.

## Sinopsis
Todos los seres humanos tenemos momentos de grandeza y de miseria. En función de lo que nos va llegando tomamos una actitud diferente, pero siempre necesitamos a los demás para vivir. Esta es una comedia trágica sobre el hombre en estado puro, sus comportamientos en sociedad, sus pensamientos, sus preocupaciones, y sus deseos de amar y ser amado. Una galería de personajes recurrentes desfila por situaciones cotidianas, a veces surrealistas, para mostrarnos su particular filosofía ante la vida.